# マラベンタ
マラベンタ（Marrabenta）とはモザンビークのダンス音楽の形式である。かつてロレンソ・マルケスと呼ばれていたころのモザンビークの首都マプトで発達した。名前はポルトガル語のrebentar （土地の言葉ではarrabentarとなる）に由来し、意味は「破壊すること」である。マラベンタはモザンビークとポルトガルの民謡と西洋のポピュラー音楽の影響を受けている。最初期のマラベンタのアーティストには1939年にキャリアを開始したファニー・プフォモやジロン・ジンジが挙げられる。マラベンタは1980年代にイーユープールーとオルケスタ・マラベンタ・スター・デ・モザンビークのようなバンドによってポピュラーになった。モザンビークのバンドのマブルはヒップホップとマラベンタを融合させている。

## マラベンタのアーティストとバンド
- ケレンズ・バンド
- ネイマ
- ジト・バロイ
- ジロン・ジンジ
- イーユープールー
- ゴルワネ
- グルポ・ラジオ・モサンビーク
- マルレン
- マブル
- フランセスコ・マエクアネ
- アントニオ・マルコス
- リスボア・マタヴェル
- ミンガス
- アルベルト・ムラ
- マリオ・ンティマネ
- ネネ
- オルケスタ・マラベンタ・スター・デ・モザンビーク
- ファニー・プフォモ
- スチュワート・スクマ
- ワジンボ